# 青白江駅
青白江駅（せいはくこうえき/簡体字: 青白江站）は中華人民共和国四川省成都市青白江区弥牟鎮にある中国国鉄成都鉄路局が管轄する貨物駅である。
駅は電化されているが、旅客扱いはない。